# Karl Albrecht
Karl Hans Albrecht (Essen, 20 februari 1920 – aldaar, 16 juli 2014) was een Duits zakenman die samen met zijn broer Theo oprichter was van de supermarktketen Aldi (samentrekking van Albrecht discount). Na verschil van inzicht over de te bepalen koers splitsten de broers de onderneming. Karl Albrecht was eigenaar van Aldi-Süd en de rijkste man van Duitsland.

## Leven
Theo en Karl Albrecht waren kinderen van een doorsnee gezin; hun vader was bakker, moest dit beroep om gezondheidsredenen opgeven, en werkte later als verkoper in een bakkerij, moeder had een klein levensmiddelenwinkeltje in de Essense arbeiderswijk Schonnebeck. Ze groeiden op in de zwarte jaren van het sterk verdeelde en ineengeschrompelde Duitsland van het interbellum. Gedurende de Tweede Wereldoorlog dienden de broers Albrecht in de Wehrmacht. Na afloop van de Tweede Wereldoorlog namen zij in 1946 de ouderlijke kruidenierswinkel over. De succesvolle supermarktketen Aldi zag in 1961 het levenslicht.
Na de ontvoering van zijn broer Theo in 1971 hebben de broers zich in de anonimiteit begeven en werden ze nog zelden gezien. Het Amerikaanse zakentijdschrift Forbes rekende Karl Albrecht, met een geschat vermogen van 21,5 miljard dollar (2009), tot de rijkste 10 mensen ter wereld én de rijkste man van Duitsland. In 2013 was hij, volgens Manager Magazine, de rijkste Duitser. De Albrecht-broers brachten hun fortuin onder in de Markus-Stichting en de Siepmann-Stichting